# Saigneville
Saigneville là một xã ở tỉnh Somme, vùng Hauts-de-France, Pháp.

## Địa lý
Thị trấn này có cự ly khoảng 5 dặm Anh về phía tây bắc của Abbeville, trên đường D3, gần kênh đào Somme.

## Dân số
| 1962                                                         | 1968 | 1975 | 1982 | 1990 | 1999 |
| ------------------------------------------------------------ | ---- | ---- | ---- | ---- | ---- |
| 327                                                          | 365  | 330  | 351  | 375  | 385  |
| Số liệu điều tra dân số từ năm 1962, dân số không tính trùng |      |      |      |      |      |